# Presidente della Romania
Il presidente della Romania (in romeno Președintele României) è il capo di Stato della Romania.
È eletto ogni cinque anni tramite suffragio universale diretto da parte dei cittadini. Durante il mandato non può essere membro di alcun partito politico. Ogni Presidente può rimanere in carica per un massimo di due mandati, anche non consecutivi.
Le sue funzioni sono regolate dal Capitolo II del Titolo III della Costituzione della Romania.
La residenza del Presidente della Romania è Palazzo Cotroceni a Bucarest.

## Storia
La Romania fu un regno dal 1881 al 1948, anno in cui venne ratificato il passaggio alla forma repubblicana sotto l'influenza del Partito Comunista Rumeno, che proclamò la nascita della Repubblica Popolare di Romania. Durante l'amministrazione socialista il titolo di capo di Stato della Romania fu inizialmente rivestito dal presidente del praesidium della Grande Assemblea Nazionale e, dal 1961, dal presidente del Consiglio di Stato.
Ufficialmente il titolo di Presidente della Romania fu creato solo negli anni settanta su decisione di Nicolae Ceaușescu, che si attribuì tale funzione a partire dal 28 marzo 1974. Il regime dittatoriale fu sovvertito dalla rivoluzione romena del 1989, che aprì la strada per la ridefinizione dell'intero assetto istituzionale del paese, compreso il ruolo di Presidente della Romania, posizione fino a quel momento associata al potere assoluto detenuto da Ceaușescu.
Nel 1989 l'organo di governo provvisorio rivoluzionario, il Consiglio del Fronte di Salvezza Nazionale (CFSN), instaurò una repubblica, preferendola alla soluzione monarchica sostenuta da alcuni gruppi politici, che avrebbero voluto demandare ad un referendum la scelta della forma di governo.
Con il decreto legge 92 del 14 marzo 1990 il governo provvisorio deliberò quelli che sarebbero stati i compiti del futuro Presidente da eleggersi nel maggio 1990. Secondo le nuove formulazioni il capo di Stato avrebbe avuto il potere di designare il primo ministro, promulgare le leggi e fare da mediatore tra i partiti e le istituzioni. Nel nuovo ordinamento, basato sul rispetto della separazione dei poteri, il Presidente occupava un ruolo neutrale con l'incarico di garantire l'equilibrio tra Governo e Parlamento. L'introduzione principale fu quella dell'elezione diretta da parte dei cittadini, con l'adozione di un modello semipresidenziale che fu riconfermato anche dalla Costituzione del 1991.
Come da previsioni del decreto legge 92/1990 il primo mandato del Presidente eletto nel 1990, temporaneo, al di fuori delle previsioni costituzionali, ebbe una durata di due anni. A partire dalle elezioni del 1992, le prime dall'entrata in vigore della Costituzione del 1991, il mandato presidenziale ebbe una durata di quattro anni. La riforma costituzionale del 2003 estese l'incarico del Presidente a cinque anni.

## Descrizione

### Elezione e mandato
L'elezione è regolata dall'art. 81 della Costituzione e dall'attuale normativa sull'elezione del Presidente della Romania, la Legge 370 del 20 settembre 2004.
Il Presidente è eletto direttamente dai cittadini tramite suffragio universale per un mandato di cinque anni (fino al 2003 quattro anni). Il limite massimo di mandati per ogni Presidente è di due, anche non consecutivi. Si considerano solamente i mandati successivi all'entrata in vigore della Costituzione del 1991. I requisiti per proporre la propria candidatura sono:
- Possedere cittadinanza rumena e residenza in Romania (art. 16 della Costituzione).
- Aver compiuto 35 anni d'età al momento dell'elezione (art. 37 della Costituzione).
- Presentare all'Ufficio elettorale centrale (Biroul electoral central, BEC) le firme di almeno 200.000 sostenitori con diritto di voto (art. 4 della Legge 370/2004).

I candidati possono essere indipendenti, proposti da un partito, o da un'alleanza politica stipulata tra più partiti. L'ammissione delle candidature viene realizzata dell'Ufficio elettorale centrale, mentre eventuali ricorsi possono essere formulati alla Corte costituzionale.
Ai sensi della Costituzione l'elezione del Presidente si svolge su due turni. Il ballottaggio tra i due candidati più votati è previsto solamente nel caso in cui nessuno dei due ottenga il 50% + 1 dei voti degli iscritti alle liste elettorali permanenti al primo turno. Il risultato delle elezioni deve essere convalidato dalla Corte costituzionale, che ha il potere di annullare le elezioni per comprovati motivi.
Per entrare in carica il Presidente neoeletto deve prestare un preciso giuramento di fronte al Parlamento riunito in seduta congiunta:
(Art. 82 della Costituzione della Romania)
Nel corso del mandato al Presidente è fatto divieto di far parte di un partito politico o di rivestire altre funzioni pubbliche o private (art. 84 della Costituzione).
Il mandato del Presidente in carica può essere prolungato tramite legge organica solamente in caso di guerra o catastrofe.
Il Presidente gode di immunità e non può essere giudicato in tribunale in merito ad atti e opinioni politiche concernenti l'esercizio della sua funzione.
Se il ruolo di Presidente è vacante (per dimissioni, revoca, impossibilità definitiva di esercitare le funzioni, o morte), nuove elezioni devono essere organizzate entro tre mesi.

### Sospensione e revoca
In base alle disposizioni dell'art. 95 della Costituzione, nel caso in cui un Presidente violi gravemente il testo costituzionale, il Parlamento può avviare una procedura di sospensione. La richiesta deve essere avanzata da almeno un terzo dei parlamentari e, sentito il parere della Corte costituzionale, deve essere approvata dal voto della maggioranza del numero totale di deputati e senatori, riuniti in seduta congiunta. Se la proposta è accettata dal Parlamento, il Presidente viene temporaneamente sospeso dalle funzioni ed entro trenta giorni viene organizzato un referendum per la ratifica popolare della sua revoca. Si è ricorso a tale previsione in tre occasioni. La prima nel 1994 per la sospensione di Ion Iliescu, quando l'opzione fu bocciata già dal voto del Parlamento. Le altre due nel 2007 e nel 2012 per la destituzione di Traian Băsescu, entrambe fallite in sede referendaria.
L'art. 96 della Costituzione disciplina la sospensione del Presidente nel caso di alto tradimento. La proposta deve essere iniziata dalla maggioranza dei deputati e senatori e votata da due terzi del Parlamento, riunito in seduta congiunta. Nel caso di approvazione, il Presidente viene temporaneamente sospeso in attesa del processo da celebrarsi presso l'Alta corte di cassazione e giustizia. Nel caso di conferma della condanna, il Presidente è revocato.

### Presidente supplente
Nel caso in cui il ruolo di Presidente della Romania sia vacante o il titolare dell'incarico sia sospeso dalle funzioni o temporaneamente impossibilitato a esercitarle, il Presidente del Senato assume ad interim il ruolo di capo di Stato. Se anche il titolo di Presidente del Senato è vacante, le funzioni del Presidente della Romania vengono esercitate temporaneamente dal Presidente della Camera dei deputati. Il supplente non può sciogliere le camere o convocare referendum (art. 98 della Costituzione).

### L'Amministrazione presidenziale
Al fine di permettere al capo di Stato di svolgere i propri doveri costituzionali, nel 1990 (Legge 1 del 30 giugno 1990) fu istituita una struttura a suo supporto, suddivisa in dipartimenti con diversi compiti e un proprio bilancio. La Legge 47 del 7 luglio 1994 abrogò la precedente e ristrutturò l'istituzione, che fu ridenominata Amministrazione presidenziale (Administrația prezidențială).
L'Amministrazione presidenziale fornisce al Presidente supporto logistico, organizzativo e amministrativo. In base alla propria area di competenza, ognuno dei dipartimenti coadiuva il Presidente nelle sue attribuzioni gestendone l'agenda, le relazioni pubbliche e le attività di protocollo, supportandolo nell'elaborazione di atti e documenti, o nella verifica di costituzionalità delle leggi. L'organo, inoltre, gestisce il fondo archivistico, le risorse umane, materiali e finanziarie, nonché il complesso del Palazzo Cotroceni e il relativo museo.
L'intera struttura funziona secondo un regolamento interno approvato dal Presidente. L'ente è organizzato in cancellerie, dipartimenti e sezioni, ognuno con a capo un consigliere di nomina presidenziale. Il capo del dipartimento per la sicurezza nazionale è membro del Consiglio Supremo di Difesa del Paese. I gradi delle funzioni dirigenziali dell'Amministrazione sono il consigliere presidenziale, che ha rango di ministro, e il consigliere di stato, che ha rango di segretario di stato.
L'Amministrazione presidenziale è composta dalle seguenti strutture:
- Dipartimento per la sicurezza nazionale
  - Segretariato del Consiglio superiore di difesa
  - Sezione per i problemi della difesa
  - Direzione dell'ufficio per le informazioni integrate
- Dipartimento per la politica estera
- Dipartimento per gli affari europei
- Dipartimento legislativo
- Dipartimento per le relazioni con le autorità pubbliche e la società civile
  - Sezione per i problemi dei cittadini
- Dipartimento per la politica interna
- Dipartimento per la riforma istituzionale e costituzionale
- Dipartimento per le politiche economiche e sociali
  - Sezione per le imprese
- Dipartimento per la cultura e i culti
- Dipartimento per la sanità pubblica
- Dipartimento per l'istruzione e la ricerca
- Dipartimento per i rapporti con i rumeni all'estero
- Dipartimento per la comunicazione pubblica
  - Sezione monitoraggio
- Portavoce del Presidente della Romania
- Dipartimento per il protocollo
- Gabinetto del Presidente della Romania
- Cancelleria degli ordini
- Dipartimento per la gestione delle risorse

## Funzioni
(Art. 80 della Costituzione della Romania)
La Costituzione considera il Presidente il rappresentante della Romania in sede internazionale e il garante dell'equilibrio tra i poteri. Il capo di Stato condivide con il Governo il potere esecutivo, ma non quello legislativo, che è prerogativa del Governo e, soprattutto, del Parlamento.

### Attribuzioni in relazione alle funzioni parlamentare e legislativa
Ai sensi dell'art. 88 della Costituzione il capo di Stato ha la possibilità di rivolgere messaggi alle camere, riunite in seduta congiunta, in modo da far conoscere al Parlamento la propria posizione riguardante questioni interne o esterne di grande rilevanza.
Il Presidente ha il dovere di convocare le camere entro venti giorni dalla celebrazione delle ultime elezioni parlamentari, la possibilità di indire sessioni parlamentari straordinarie e il potere di sciogliere le camere secondo quando disposto dall'art. 89 del testo costituzionale. Questo prevede che nel caso in cui nessun primo ministro designato riesca ad ottenere un voto d'investitura parlamentare nell'arco di sessanta giorni, contati a partire dal primo voto di bocciatura, il Presidente abbia facoltà di sciogliere le camere, sentito il parere dei presidenti di Camera dei deputati e Senato e dei leader dei gruppi parlamentari. Non trattandosi di un obbligo, superati i sessanta giorni il capo di Stato può decidere anche di sottoporre al Parlamento ulteriori proposte per il ruolo di premier. Per attivare l'art. 89 è necessario che il Parlamento abbia respinto almeno due proposte di primo ministro. Il Parlamento può essere sciolto una sola volta nel corso dell'anno e mai negli ultimi sei mesi di mandato del Presidente, oppure in stato di mobilitazione, di guerra, d'assedio o d'emergenza.
Per quanto riguarda altri rapporti con il potere legislativo, il Presidente ha l'obbligo di promulgare le leggi entro venti giorni dal ricevimento da parte del Parlamento. Nel caso in cui riscontri difetti o problemi, oppure per motivazioni politiche, ha la possibilità di inviare di nuovo le leggi alle camere per riesame senza, però, poter imporre modifiche specifiche. Poiché non è consentito rimandare una legge al Parlamento per più di una volta, ricevuta nuovamente la legge rivista dalle camere, il capo di Stato deve procedere alla sua promulgazione entro dieci giorni. Qualora il Presidente ritenga che una legge da promulgare mini i valori fondanti dello Stato o abbia serie imperfezioni tecniche, ha il diritto di rivolgersi alla Corte costituzionale. Nel caso in cui questa ne decreti l'incostituzionalità, la norma torna in Parlamento per le correzioni necessarie. In caso contrario, il Presidente ha dieci giorni per procedere alla promulgazione.
In base all'art. 90 della Costituzione il Presidente ha il potere di convocare referendum popolari consultivi su problemi di interesse nazionale, sentito il parere del Parlamento. Le due camere esprimono la loro opinione, non vincolante, in base ad una decisione adottata in seduta congiunta con il voto della maggioranza dei parlamentari.

### Attribuzioni in relazione alla funzione esecutiva

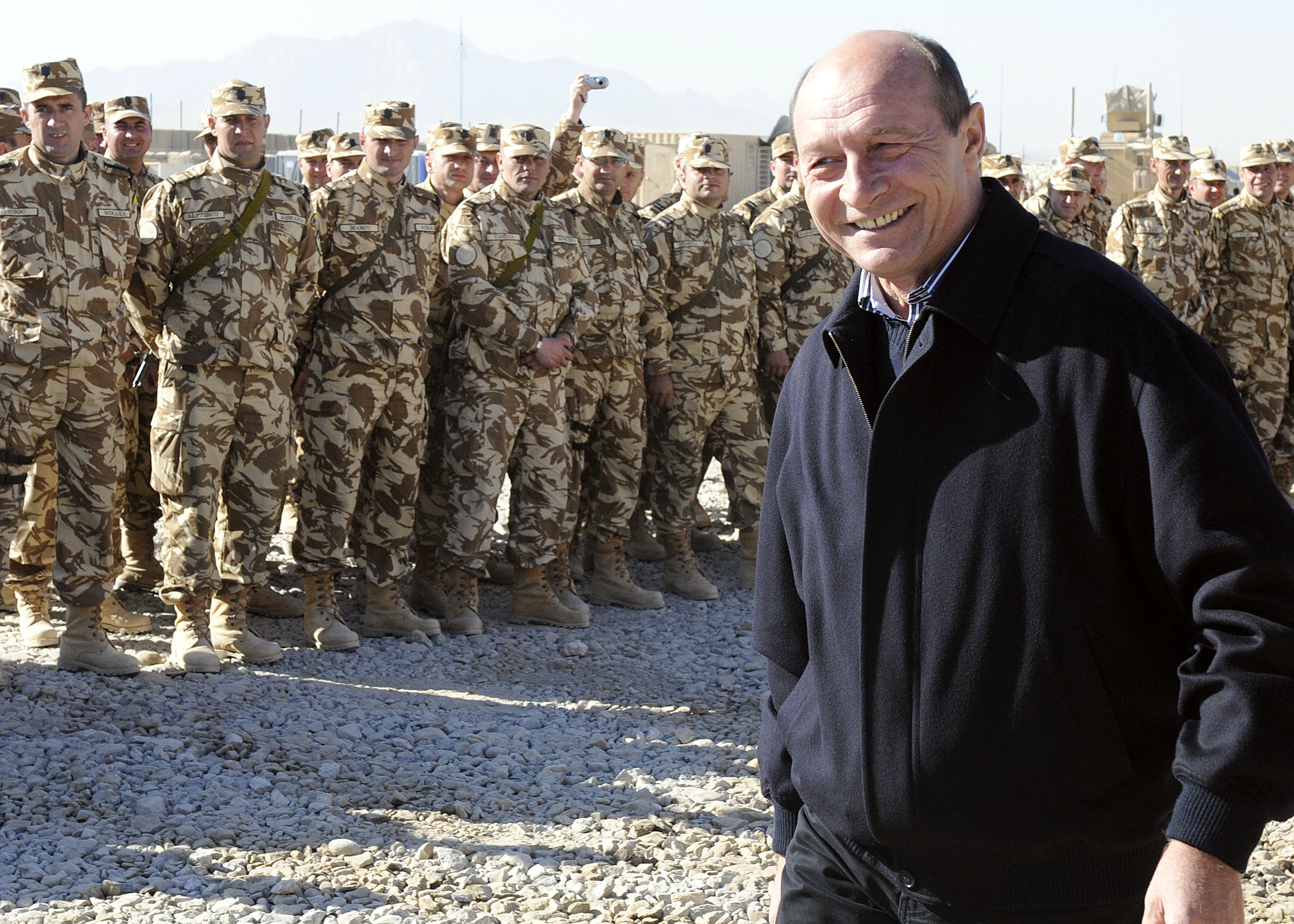
Il Presidente Traian Băsescu visita le truppe dell'esercito rumeno impegnate in Afghanistan nel 2010.

Il Presidente della Romania designa il candidato alla funzione di primo ministro, previa consultazione con il partito che detiene la maggioranza assoluta in Parlamento, o con le delegazioni di tutti i partiti parlamentari nel caso in cui non esista una situazione di maggioranza politica. Il Governo approvato da un voto di fiducia parlamentare, successivamente, ottiene la nomina da parte del capo di Stato. Il Presidente, inoltre, nomina e revoca i ministri su proposta del primo ministro. Nel caso in cui le proposte di rimpasto formulate dal premier modifichino la struttura del Governo o la sua composizione politica, questi ha l'obbligo di presentarsi in Parlamento per la fiducia (art. 85 della Costituzione). Come esplicitamente sancito dall'art. 107 della Costituzione, introdotto dalla riforma del 2003, il Presidente della Romania non ha il potere di revocare l'incarico del primo ministro.
È data facoltà al Presidente di consultare il Governo su questioni importanti o urgenti. Il capo di Stato può partecipare alle sedute del Governo su problemi di interesse nazionale e riguardanti la politica estera, la difesa e l'ordine pubblico. Su altri argomenti può partecipare solamente su richiesta del primo ministro. Il capo di Stato presiede le riunioni cui prende parte, può esprimersi e dare opinioni, ma non ha diritto di voto e non può imporre azioni specifiche al Governo.
Il Presidente è il capo delle forze armate e presiede il Consiglio Supremo di Difesa del Paese (Consiliul Suprem de Apărare a Țării, CSAT). In tale veste, previa approvazione del Parlamento, può dichiarare lo stato di mobilitazione dell'esercito, mentre in casi riconosciuti come eccezionali può decretarlo senza un precedente placet delle camere, che devono comunque esprimersi entro cinque giorni dalla proclamazione. In caso di aggressione militare contro il paese, il Presidente prende immediate misure per il respingimento, informando il Parlamento, che è convocato di diritto entro ventiquattro ore dall'inizio delle ostilità (art. 92 della Costituzione).
Ai sensi dell'art. 93 della Costituzione il Presidente può istituire lo stato d'assedio e lo stato d'emergenza nell'intero paese o solamente in alcune zone. Il Parlamento deve convalidare la decisione entro cinque giorni. La misura dello stato d'emergenza, che concede maggiori poteri alle istituzioni ed è utilizzata per contrastare minacce contro l'ordine pubblico o il rischio di catastrofi, è stata applicata in due occasioni. La prima da Emil Constantinescu nel 1999 per fronteggiare i pericoli della mineriada del gennaio di quell'anno e la seconda da Klaus Iohannis nel 2020 per combattere la diffusione della pandemia di COVID-19..

### Attribuzioni in relazione alla rappresentanza esterna

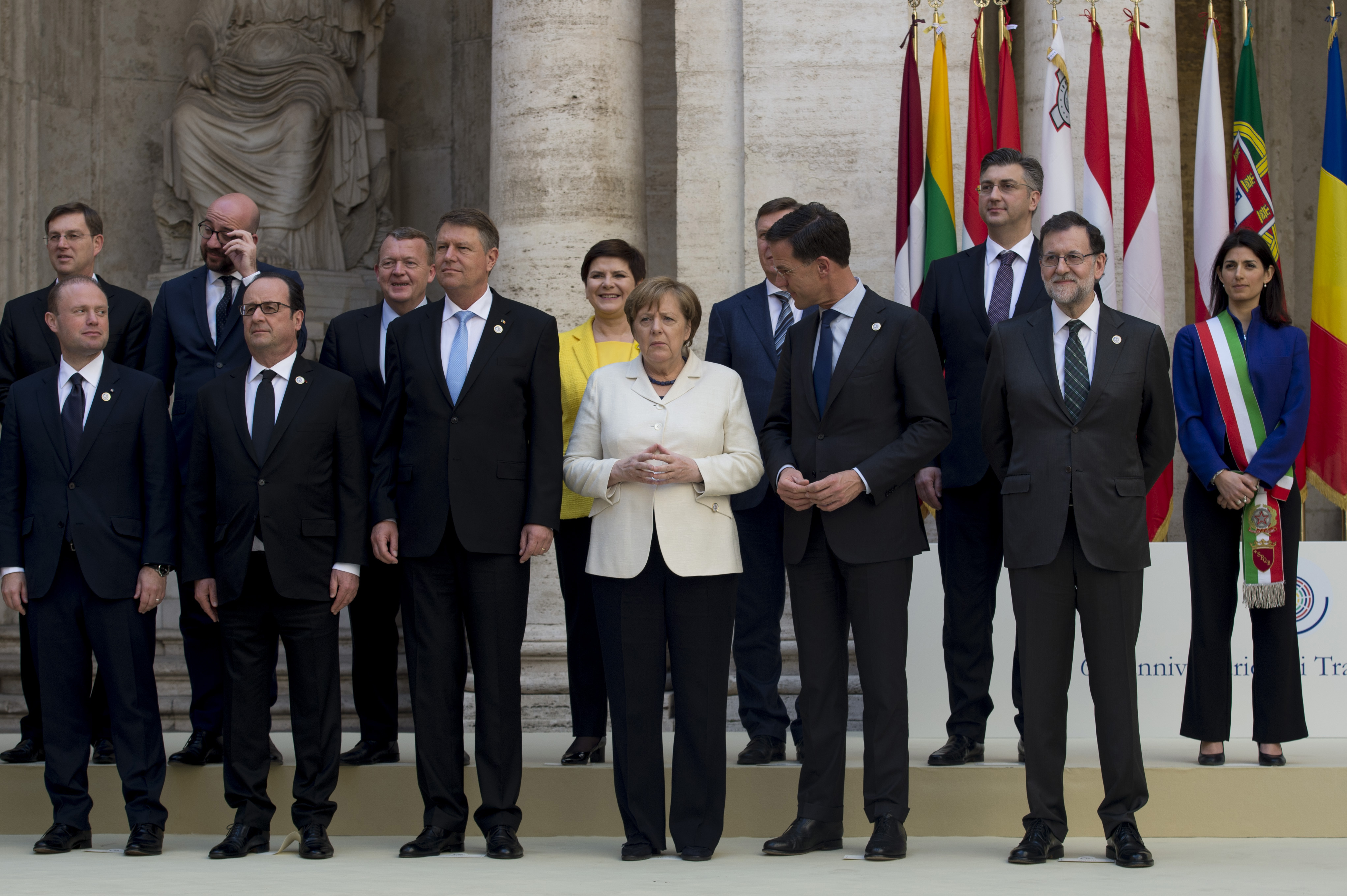
Il Presidente Klaus Iohannis (terzo da sinistra) in rappresentanza della Romania alla cerimonia per il 60º anniversario dei Trattati di Roma nel 2017.

L'art. 91 della Costituzione statuisce che il Presidente stipula i trattati internazionali in nome della Romania. Questi sono negoziati dal Governo e, una volta firmati dal capo di Stato, vanno ratificati dal voto parlamentare.
Il Presidente accredita e revoca i rappresentanti diplomatici e approva l'istituzione, lo scioglimento, o la modifica del rango delle missioni diplomatiche rumene all'estero.

### Attribuzioni in relazione all'esercizio della giurisdizione
Il capo di Stato presiede le riunioni del Consiglio superiore della magistratura cui partecipa (art. 133 della Costituzione) e, su proposta di quest'organo, nomina giudici e procuratori (art. 134). Il Presidente, inoltre, nomina tre dei nove membri della Corte costituzionale (art. 142).
Oltre a ciò, ha il potere di concedere la grazia individuale (art. 94), ma non l'amnistia generale che, invece, è regolata dalla legge organica di prerogativa parlamentare.
È l'unica figura, oltre alle camere, a poter chiedere l'avvio di procedure penali contro i membri del Governo per fatti commessi nell'esercizio dell'ufficio ministeriale. In tal caso il Presidente può anche disporre la sospensione dei ministri indagati. Il tribunale competente è quello dell'Alta corte di cassazione e giustizia (art. 109).

### Altre attribuzioni e prerogative
In quanto capo di Stato conferisce gli ordini e i titoli onorifici, mentre in quanto capo delle forze armate assegna i gradi di maresciallo, generale e ammiraglio (art. 94 della Costituzione).
Il Presidente propone i direttori dei servizi di intelligence, il Serviciul Român de Informații (SRI) e il Serviciul de Informații Externe (SIE), le cui nomine sono ratificate dal Parlamento.
Tra gli altri poteri di nomina, indica gli undici membri facenti parte del Consiglio nazionale per gli audiovisivi (Consiliului Național al Audiovizualului, CNA), che sono approvati dalle camere.

### Atti del Presidente
Gli atti tramite i quali il Presidente esercita le sue attribuzioni sono definite decreti. Possono essere normativi (ad esempio quelli riguardanti la dichiarazione dello stato d'assedio o d'emergenza) o individuali (ad esempio il conferimento di onorificenze). Oltre ai decreti, che sono atti giuridici, il Presidente può emanare anche atti politici, come dichiarazioni, appelli o messaggi, che non hanno effetti legalmente vincolanti. In base all'art. 100 della Costituzione i decreti riguardanti trattati internazionali, nomina e revoca del personale diplomatico, dichiarazione dello stato di mobilitazione, d'assedio e d'emergenza, conferimento di onorificenze e titoli militari, nomina di funzionari pubblici e concessione della grazia, devono essere controfirmati dal primo ministro, che ne risponde giuridicamente.

## Residenza ufficiale

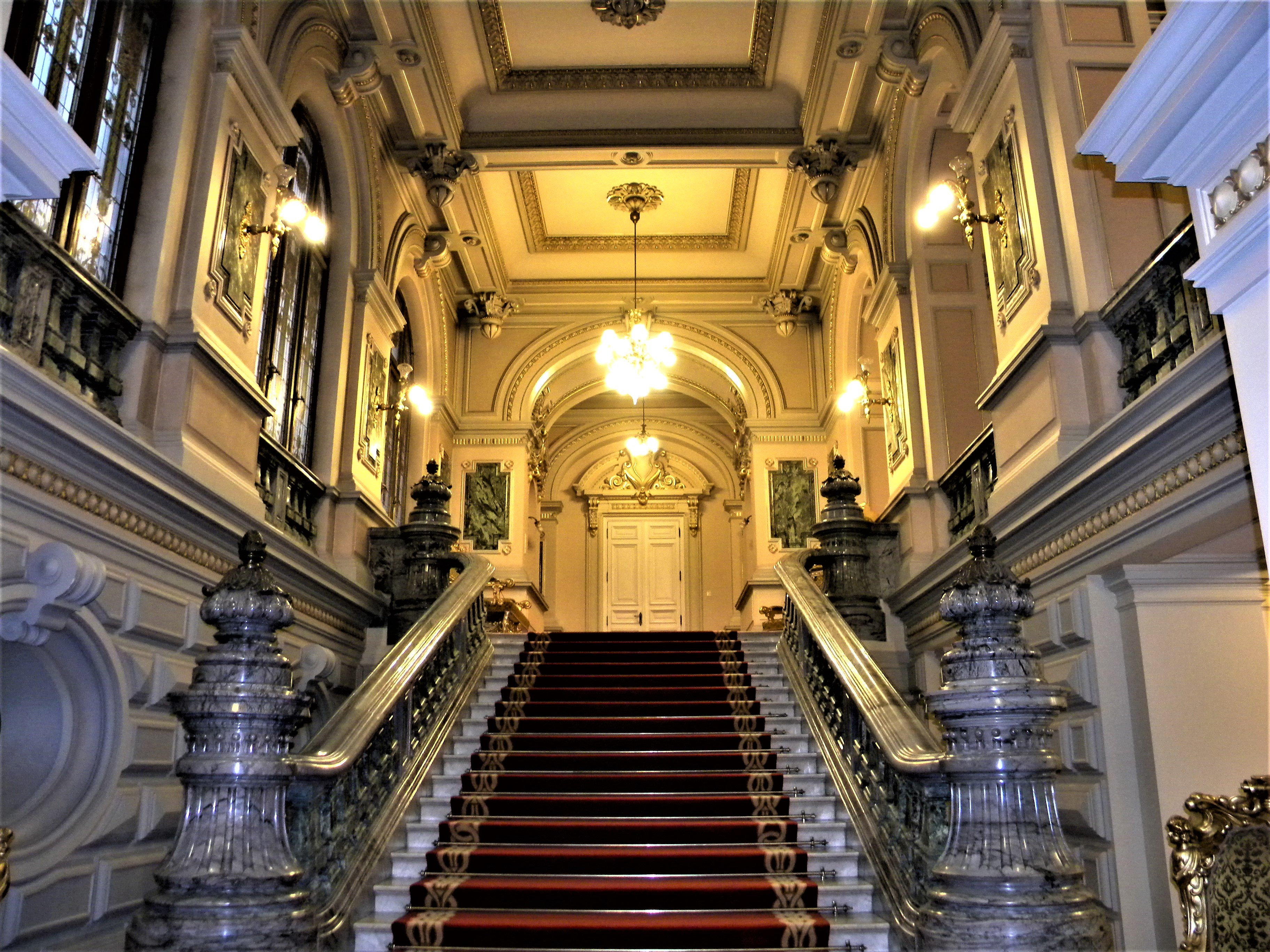
Uno dei saloni d'ingresso al Palazzo Cotroceni, residenza del Presidente della Romania.

Dal 1990 la residenza ufficiale del Presidente della Romania è Palazzo Cotroceni a Bucarest.
Il complesso fu originariamente eretto tra il 1679 e il 1681 per volontà del principe Șerban Cantacuzino per farne un monastero e un palazzo regale. Nel XIX secolo il principe Barbu Dimitrie Știrbei ne fece la sua residenza estiva, mentre il domnitor Alexandru Ioan Cuza la scelse come residenza ufficiale. A partire dagli anni ottanta dell'Ottocento fu utilizzato anche dalla famiglia reale rumena. Tra il 1893 e il 1895 su ordine di Carlo I furono eseguiti i lavori per la sua riconversione in reggia per il principe ereditario Ferdinando I e la principessa Maria.
Nel 1948, all'abdicazione di Michele I, il complesso entrò a far parte del patrimonio di Stato della nuova repubblica socialista, che nel 1949 lo assegnò all'Organizzazione dei Pionieri, che lo utilizzò per le proprie attività fino al 1976. In questo periodo l'edificio prese il nome di Palazzo dei Pionieri (Palatul Pionierilor).
Duramente colpiti dal terremoto del 1977, gli spazi abitativi dell'edificio furono ricostruiti nel corso degli anni ottanta per servire da alloggio per i capi di Stato in visita in Romania. La rivoluzione del 1989 cambiò radicalmente la destinazione d'uso del palazzo che, a partire dall'autunno del 1990, divenne sede della neonata Amministrazione presidenziale e residenza del Presidente della Romania.